# Smbat VIII. Bagratuni
Smbat VIII. Bagratuni ali Smbat Spovednik (armensko Սմբատ Խոստովանող, latinizirano: Smbat Khostovanogh) je bil armenski plemič iz družine Bagratidov. Kot  vrhovni poveljnik (sparapet) armenske vojske je bil sredi 9. stoletja eden najpomembnejših armenskih knezov. Arabci so ga ujeli in odpeljali v Samaro, kjer so ga prisilili, da se spreobrne v islam, vendar je to zavrnil in tam umrl. Bil je oče Ašota I. Armenskega, ustanovitelja Bagratidske Armenije. 

## Življenje
Smbat je bil mlajši sin Ašota IV. Bagratunija, ki je do svoje smrti leta 826 prevzel oblast nad velikim delom Armenije in so ga abasidski kalifi priznali za predsedujočega kneza (išhana) Armenije.
Po njegovi smrti sta si Smbat in njegov starejši brat Bagrat razdelila očetovo dediščino: Bagrat je prejel regije Taron, Koit in Sasun, tj. družinska posestva ob zgornjem Evfratu, Smbat pa ozemlja okoli Bagarana in reke Araks. V premišljenem prizadevanju, da bi se brata ne združila, je abasidska vlada razdelila Ašotovo oblast in Smbatu podelila naziv vrhovnega poveljnika (sparapeta) in vladarja Širaka, Bagrat pa je bil štiri leta po očetovi smrti imenovan za predsedujočega kneza. Abasidski izračuni so se izkazali za pravilne, saj sta se brata dolgo časa prepirala med seboj. Leta 841 je Bagrat na primer armenskim škofom naročil, naj odstavijo armenskega katolikosa Janeza IV., vendar ga je Smbat s pomočjo drugih knezov takoj ponovno postavil na njegov položaj.
Armenski knezi so v tem obdobju kljub temu izkoristili kalifovo zaposlenost s kuramitskim uporom Babaka Horamdina in dosegli znatno stopnjo avtonomije. Smbat, ki je nekaj časa preživel na kalifovem dvoru kot talec, je bil pri odkritem izzivanju arabske oblasti bolj previden kot njegov brat, vendar sta bila oba na koncu prešibka, da bi začasno resno ogrozila abasidsko prevlado. Ko je leta 841 kalif za guvernerja imenoval Halida ibn Džazida al-Šajbanija, ki je v svojih prejšnjih mandatih postal izjemno nepriljubljen tako med krščanskimi kot arabskimi knezi v državi, je Smbat vodil upor proti njemu. Uporniki so dosegli, da ga je kalif odpoklical, in ga zamenjal s šibkejšim in bolj popustljivim Alijem ibn Huseinom, ki mu Armenci niso le zavrnili izročitve pričakovanih davkov, ampak so ga tudi takoj blokirali v njegovi prestolnici Bardi. Ko je kalif al-Vatik (vladal 842–847) ponovno imenoval Halida za guvernerja, je bil Smbat spet na čelu upora proti njemu, tokrat skupaj z muslimanskim upornikom Savado ibn Abd al-Hamidom al-Jahafijem in Sahakom, knezom Sjunika. Uporniki so bili v bitki pri Kavakertu zežko poraženi.
Buga al-Kabir je med napadom na Armenijo leta 853–855 aretiral vse pomembne nahararje, med njimi tudi Smbata. Mnogo nahararjev se je spreobrnilo v islam, da bi si rešili življenje, Smbat pa ne. Armenska cerkev ga zato časti kot spovednika vere. 
Smbatov sin Ašot V. Bagratuni je nasledil očeta na položaju sparapeta. Leta 862 je Ašot postal tudi 'knez knezov', kar je sčasoma leta 884 privedlo do ustanovitve praktično neodvisnega kraljestva Bagratidske Armenije.

## Vira
- Laurent, Joseph L. (1919). L'Arménie entre Byzance et l'Islam: depuis la conquête arabe jusqu'en 886 (v francoščini). Pariz: De Boccard.
- Ter-Ghewondyan, Aram (1976) [1965]. The Arab Emirates in Bagratid Armenia. Prevod Nina Garsoïan. Lisbona: Livraria Bertrand. OCLC 490638192.